# Грушівська сільська рада (Судак)
Гру́шівська сільська́ ра́да — адміністративно-територіальна одиниця та орган місцевого самоврядування у складі Судацької міської ради Автономної Республіки Крим. Адміністративний центр — село Грушівка.

## Загальні відомості
- Населення ради: 3 381 особа (станом на 2001 рік)

## Населені пункти
Сільській раді були підпорядковані населені пункти:
- с. Грушівка
- с. Перевалівка
- с. Холодівка

## Склад ради
Рада складалася з 20 депутатів та голови.
- Голова ради:
- Секретар ради: Карасєва Наталля Василівна

### Керівний склад попередніх скликань
| Прізвище, ім'я, по батькові | Основні відомості                                                                       | Дата обрання | Дата звільнення |
| --------------------------- | --------------------------------------------------------------------------------------- | ------------ | --------------- |
| Піддуба Ніна Петрівна       | Сільський голова, 1947 року народження, освіта вища, член Соціалістичної партії України | 26.03.2006   | 31.10.2010      |
| Піддуба Ніна Петрівна       | Сільський голова, 1947 року народження, освіта вища, член Партії регіонів               | 31.10.2010   | 22.11.2013      |

Примітка: таблиця складена за даними сайту Верховної Ради України

### Депутати
За результатами місцевих виборів 2010 року депутатами ради стали:

#### За суб'єктами висування
| Суб'єкт висування           | Кількість обраних депутатів | %  |
| --------------------------- | --------------------------- | -- |
| Партія регіонів             | 14                          | 70 |
| Самовисування               | 4                           | 20 |
| Комуністична партія України | 2                           | 10 |

#### За округами
| № округу                    | Прізвище, ім'я, по батькові       | Дата визнання обраним | Освіта             | Партійна приналежність            | Відомості про обраного депутата                        |
| --------------------------- | --------------------------------- | --------------------- | ------------------ | --------------------------------- | ------------------------------------------------------ |
| Комуністична партія України |                                   |                       |                    |                                   |                                                        |
| 15                          | Шилова Любов Леонідівна           | 04.11.2010            | середня            | член Комуністичної партії України | пенсіонер                                              |
| 18                          | Лазейкін Олександр Федорович      | 04.11.2010            | середня            | член Комуністичної партії України | туристично-оздоровчий комплекс «Судак», шофер          |
| Партія регіонів             |                                   |                       |                    |                                   |                                                        |
| 1                           | Карасьова Наталя Василівна        | 04.11.2010            | вища               | член Партії регіонів              | Грушівська сільська рада, секретар                     |
| 2                           | Лещинська Єлизавета Володимирівна | 04.11.2010            | середня спеціальна | член Партії регіонів              | Грушівська пошта, начальник                            |
| 3                           | Балахонова Тетяна Олексіївна      | 04.11.2010            | середня спеціальна | член Партії регіонів              | тимчасово не працює                                    |
| 4                           | Болгарина Галина Іванівна         | 04.11.2010            | вища               | член Партії регіонів              | Грушівська сільська бібліотека, бібліотекар            |
| 5                           | Саламатіна Лада Леонідівна        | 04.11.2010            | вища               | член Партії регіонів              | Грушевський дитячий садок, завідувачка                 |
| 7                           | Прима Ірина Олегівна              | 04.11.2010            | середня спеціальна | член Партії регіонів              | Грушевський дитячий садок, вихователь                  |
| 8                           | Нечипоренко Ганна Володимирівна   | 04.11.2010            | середня спеціальна | член Партії регіонів              | Грушівське територіальне медичне об'єднання, медсестра |
| 11                          | Михайленко Петро Миколайович      | 04.11.2010            | середня спеціальна | член Партії регіонів              | тимчасово не працює                                    |
| 13                          | Майорова Лариса Іванівна          | 04.11.2010            | середня            | член Партії регіонів              | клуб, с. Перевалівка, завідувачка                      |
| 14                          | Баранова Олена Анатоліївна        | 04.11.2010            | середня            | позапартійна                      | пансіонат «Львовский железнодорожник», покоївка        |
| 16                          | Арсланбекова Зера Нуріївна        | 04.11.2010            | вища               | позапартійна                      | Перевалівська сільська бібліотека, бібліотекар         |
| 17                          | Мустафаєв Енвер Сейранович        | 04.11.2010            | середня спеціальна | позапартійний                     | приватний підприємець                                  |
| 19                          | Констанченко В'ячеслав Михайлович | 04.11.2010            | середня            | позапартійний                     | готель"Форум", головний інженер                        |
| 20                          | Абдураманова Хайріє Мунірівна     | 04.11.2010            | середня спеціальна | позапартійна                      | Грушівський дитячий садок, завгосп                     |
| Самовисування               |                                   |                       |                    |                                   |                                                        |
| 6                           | Марков Микола Миколайович         | 04.11.2010            | середня спеціальна | позапартійний                     | тимчасово не працює                                    |
| 9                           | Арап Гафар Мамедович              | 04.11.2010            | середня            | позапартійний                     | тимчасово не працює                                    |
| 10                          | Чулакова Фарада Мухаммадіївна     | 04.11.2010            | середня спеціальна | позапартійна                      | приватний підприємець                                  |
| 12                          | Арап Кемал Хадирович              | 04.11.2010            | середня спеціальна | позапартійний                     | тимчасово не працює                                    |